# لون القانون
لون القانون: تاريخ منسي لكيفية قيام حكومتنا بفصل أمريكا هو كتاب صدر عام 2017 من تأليف ريتشارد روثستين عن تاريخ الفصل العنصري في الولايات المتحدة. يوثق الكتاب تاريخ الفصل العنصري الذي ترعاه الدولة والذي يمتد إلى أواخر القرن التاسع عشر ويكشف سياسات التمييز العنصري التي طرحتها معظم الإدارات الرئاسية في ذلك الوقت، بما في ذلك الرؤساء الليبراليون مثل فرانكلين روزفلت.  يُجادل المؤلف بأن الفصل العنصري المستعصي في أمريكا هو نتيجة ثانوية للسياسات الحكومية الصريحة على المستويات المحلية والولائية والفيدرالية، والمعروف أيضًا باسم الفصل العنصري بحكم القانون — وليس الفصل العنصري بحكم الواقع.  ومن بين المناقشات الأخرى، يقدم الكتاب تاريخًا للإسكان المدعوم ويناقش ظواهر هروب البيض وبلوكباستينغ والعهود العرقية، ودورها في الفصل السكني. كتب روثستين الكتاب أثناء عمله باحثاً مشاركاً في معهد السياسة الاقتصادية حيث أصبح الآن زميلًا متميزًا.
تمت مُراجعة الكتاب عدة مرات وحظي بإشادة من النقاد. من بين الجوائز التي حصل عليها الكتاب أُدرج ضمن القائمة الطويلة لجوائز الكتاب الوطني لعام 2017،  ووضع في المرتبة الرابعة في قائمة أفضل 10 كتب في مجلة بابليشرز ويكلي لعام 2017،  وفاز روثستاين بجائزة هيلمان لصحافة الكتب لعام 2018. لقد أصبح من أكثر الكتب مبيعًا خلال عودة الاهتمام الوطني بالظلم العنصري في منتصف عام 2020 بعد احتجاجات جورج فلويد.  اعتبارًا من إصدار 20 ديسمبر 2020، بقي الكتاب 32 أسبوعًا في قائمة أفضل الكتب مبيعًا في نيويورك تايمز.

## الخلفية

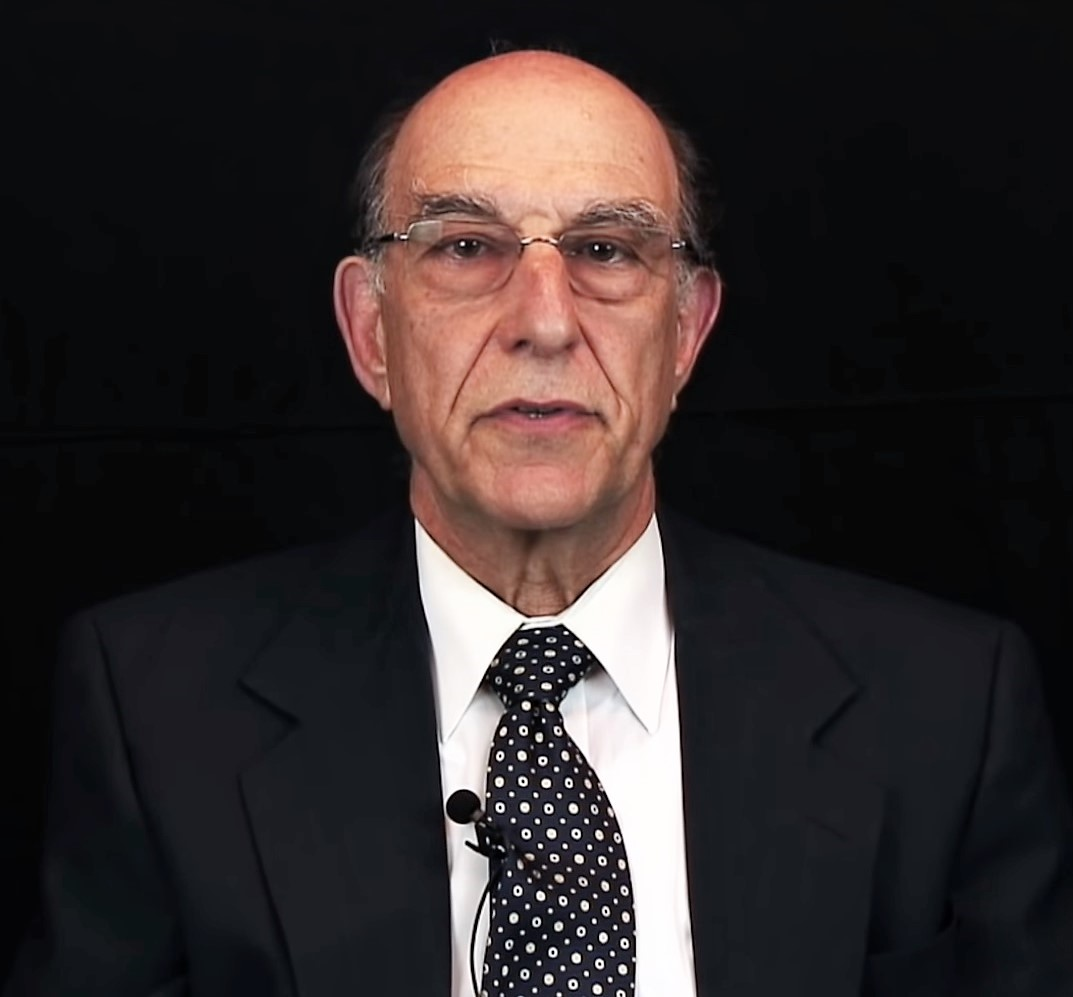
الكاتب في الصورة عام 2015

في وقت إصدار الكتاب، كان روثستاين باحثًا مشاركًا في معهد السياسة الاقتصادية   وزميلًا في معهد هاس في جامعة كاليفورنيا، بيركلي.  وهو حاليًا زميل متميز في معهد السياسات، وكبير زملاء الفخريين في معهد ثورغود مارشال التابع لصندوق الدفاع القانوني التابع لالجمعية الوطنية للنهوض بالملونين ويعتبر مرجعًا رائدًا في سياسة الإسكان في الولايات المتحدة. وقد كتب سابقًا عدة مقالات أخرى حول العرق والمساءلة التعليمية، وهو مؤلف العديد من الكتب الأخرى في المنطقة، بما في ذلك الفصل والمدارس: استخدام التحسين الاجتماعي والاقتصادي والتعليمي لسد فجوة التحصيل بين السود والبيض وتصنيف التعليم: الحصول على المساءلة يمين. 

## المواضيع
يُصنف التمييز العنصري إلى نوعين حسب روثستين بحكم القانون وبحكم الأمر الواقع.  في حين أن تمييز فعلي موجود ببساطة بسبب عادات الناس، فإن التمييز القانوني هو نتيجة للقوانين والمراسيم التي تميز ضد الأقليات. في مقدمة الكتاب، يجادل روثستاين بأنه إذا كان من الممكن إثبات أن التمييز العنصري في الإسكان في أمريكا هو نتيجة لعوامل قانونية وليس مجرد أمر واقع فإن كل الأمريكيين لديهم التزام دستوري بمعالجة المشكلة.  الكتاب مخصص للقول بأن التمييز العنصري المستعصي في أمريكا هو أمر قانوني بطبيعته، كونه نتيجة لسياسات حكومية صريحة على المستوى المحلي ومستوى الولايات والمستوى الفيدرالي.  بالتركيز على التمييز العنصري بعد إعادة الإعمار في الولايات المتحدة يقدم الكتاب تاريخًا للإسكان المدعوم وظواهر هروب البيض وبلوكباستينغ ومفهوم العهود العرقية، والتي تدخل جميعها في تاريخ التمييز العنصري في الإسكان في أمريكا.  في مُناقشات الكتاب لتاريخ الإسكان المدعوم، يكشف سياسات الصفقة الجديدة التي أقرها روزفلت والتي أشرفت على بناء المساكن العامة، التي تم بُنيت بدولارات الضرائب الفيدرالية، والتي استبعد فيها الأمريكيين من أصل أفريقي بشكل منهجي.  من بين مناقشات البرامج الحكومية الأخرى لنفس الغاية، وجد الكتاب أن الأمريكيين من أصل أفريقي استبعدوا من معظم من معظم القروض المؤمنة من إدارة الإسكان الفدرالية، بسبب المخاطر العالية لتقديم الرهن العقاري على المنازل في الأحياء المختلطة عرقيًا، ويظهر الكتاب نمطًا من المحاكم الأمريكية التي تؤيد الاستبعاد الخاص الاتفاقيات، المعروفة باسم العهود، التي تحظر بيع المنازل لمجموعات الأقليات. 

## المحتوى
| جدول المحتويات | جدول المحتويات                       |
| الفصل          | عنوان                                |
| -------------- | ------------------------------------ |
| 1              | إذا سان فرانسيسكو، ثم في كل مكان؟    |
| 2              | الإسكان العام، الغيتوات السوداء      |
| 3              | التقسيم العنصري                      |
| 4              | ""امتلك منزلك الخاص""                |
| 5              | الاتفاقيات الخاصة والإنفاذ الحكومي   |
| 6              | مشاجرة سلمية                         |
| 7              | دعم IRS والمنظمين المتوافقين         |
| 8              | التكتيكات المحلية                    |
| 9              | العنف الذي تجيزه الدولة              |
| 10             | الدخل المكبوت                        |
| 11             | التطلع إلى الأمام، والنظر إلى الوراء |
| 12             | النظر في الإصلاحات                   |

يتكون الكتاب من اثني عشر فصلاً ويتضمن خاتمة وملحقًا بالأسئلة الشائعة.  يُجادل الفصل الأول من الكتاب، "إذا كانت سان فرانسيسكو، ففي كل مكان؟"، بأن السياسات المتباينة عنصريًا التي وضعتها الحكومات الليبرالية في مدن مثل سان فرانسيسكو هي دليل على وجود مشكلة واسعة النطاق.  ويناقش الفصل الثاني تاريخ الإسكان المدعوم في الولايات المتحدة.  بينما يُغطي الفصل الثالث سياسات "تقسيم المناطق العرقية"، حيث تؤدي مراسيم تقسيم المناطق المحلية إلى الفصل بين الأحياء البيضاء والسوداء  يناقش الفصل الرابع برنامجًا أطلقته حكومة الولايات المتحدة حملة "املك منزلك"، التي سهّلت بشكل منهجي على الأشخاص البيض شراء وسداد منازل جديدة في الضواحي في أوائل القرن العشرين.  يُناقش الفصل الخامس إنفاذ الشرطة والمحاكم للاتفاقيات الخاصة التي تحظر بيع المنازل في الأحياء البيضاء للسود والأقليات الأخرى.  كانت العديد من هذه الاتفاقيات في شكل عهود في سند ملكية منزل يمنع صراحةً بيع المنازل لأي شخص ليس من "العرق القوقازي".  يُناقش الفصل السادس هروب الأبيض والتكتيكات الرائجة التي يستخدمها وكلاء العقارات لتسريع الهجرة من أجل تحقيق الربح. 

## الاستقبال
تلقى الكتاب العديد من المراجعات في الصُحف والمجلات والدوريات والمجلات العلمية وأُدرج ضمن قائمة أفضل الكتب مبيعًا لصحيفة نيويورك تايمز للكتب الورقية الواقعية أكثر من عشرين مرة وغيرها.، تمت مراجعة الكتاب من قبل فرانشيسكا روسيلو أمون  وديفيد أوشينسكي  وآنا ريتشاردسون  وتيري جروس  وجاكلين جونز.  نُشرت المراجعات في العديد من الصحف بما في ذلك نيويورك تايمز  واشنطن بوست  والإذاعة الوطنية العامة  وتامبا باي تايمز  وبالتيمور صن،  بالإضافة إلى العديد من الصحف الشهيرة. المجلات والدوريات مثل بابليشرز ويكلي  ومجلة سليت   وذا نيويورك ريفيو أوف بوكس  وذا لوس أنجلوس ريفيو أوف بوكس  وذا كينيون ريفيو  ومراجعات كيركس  ومجلة المعارضة  و اليعاقبة.  كما حصل على العديد من المراجعات في مجلات التاريخ،     المجلات التربوية،   والمجلات الإدارية والتخطيطية.     

### التعليقات
كتب ديفيد أوشينسكي في ملحق مراجعة كتاب نيويورك تايمز عن كتاب لون القانون في يونيو 2017، يُطَلق على الكتاب اسم "تاريخ قوي ومثير للقلق للتمييز السكني في أمريكا".  ومضى أوشينسكي ليكتب أن "واحدة من نقاط القوة العظيمة في كتاب روثستين هي الثقل الهائل للأدلة التي يحشدها."  بعد بعض التحليل للكتاب ومناقشة المعلومات الأساسية، يختتم أوشينسكي المراجعة بالكتابة أنه "في حين أن الطريق إلى الأمام بعيد عن الوضوح، فلا يوجد تاريخ أفضل لهذه الرحلة المضطربة من لون القانون 
في مراجعتها في نوفمبر 2017، كتبت آنا ريتشاردسون أن الكتاب "يمكن الوصول إليه على نطاق واسع" وأشارت إلى أن "الكتاب النادر الذي يثير نفس القدر من الغضب والحنق مثل هذا الكتاب".  بعد مناقشة رؤى الكتاب، أنهت ريتشاردسون المراجعة بالقول إن الكتاب يوثق "بتفاصيل مروعة" الحاجة إلى العمل الإيجابي باعتباره "علاجًا للتمييز الذي ترعاه الدولة في الماضي".  وصفت جاكلين جونز الكتاب بأنه مُقنع في مراجعتها للكتاب في خريف 2017 وكتبت أنه يقدم "فحصًا تفصيليًا للطرق التي تواطأت بها الكيانات العامة مع المصالح الخاصة لإبعاد السود عن الأحياء البيضاء". 
في عدد يونيو 2019 من مجلة <i id="mwASQ">جاكوبين</i> انتقد ريتشارد ووكر، أستاذ الجغرافيا الفخري بجامعة كاليفورنيا - بيركلي، الكتاب لإلقائه لومًا كبيرًا على السياسة الفيدرالية فيما يتعلق بالتمييز العنصري في المساكن، وهو الاستنتاج الذي قال إنه نتيجة "لسياسة روثستين" دراسة مشكوك فيها." كتب ووكر "الخطأ الأساسي في هذه الأطروحة ينبع من تصويرها للعنصرية كنظام مفروض من فوق، من قبل الدولة وليس كشيء متجذر في الهياكل الاجتماعية الأمريكية منذ ما قبل التأسيس." يذكر ووكر أنه على الرغم من أن قانون الإسكان الفيدرالي "يتماشى مع الممارسات السائدة للتمييز العنصري... فإن فكرة روثستاين بأن هذا فرض على المحليات المترددة هي فكرة مثيرة للسخرية". 

### الأوسمة
من بين الإشادات الأخرى للكتاب أُدرج ضمن القائمة الطويلة لجوائز الكتاب الوطنية لعام 2017،  وحصل على المرتبة الرابعة في قائمة أفضل 10 كتب ' لمجلة بابليشرز ويكلي لعام 2017  واختير كأحد أفضل 10 كتب لعام 2017 من الإذاعة الوطنية العامة. أفضل الكتب لعام 2017  أحد الكتب المفضلة لبيل جيتس في نفس العام،  وقد حاز روثستاين على جائزة هيلمان لصحافة الكتاب لعام 2018. أمضى الكتاب أربعة أسابيع في قائمة أفضل البائعين في صحيفة نيويورك تايمز بدءًا من المركز الثالث في عدد 20 مايو 2018  وينتهي في المركز العاشر في عدد 10 يونيو 2018.  بعد الاضطرابات العنصرية في الولايات المتحدة، عاد الكتاب إلى القائمة في يونيو 2020.  للأسبوع الثالث والعشرين على التوالي والأسبوع الثامن والعشرين الإجمالي للكتاب في القائمة في إصدار 22 نوفمبر 2020، وضع الكتاب في المرتبة الخامسة.  اعتبارًا من إصدار 20 ديسمبر 2020، أمضى الكتاب 32 أسبوعًا في القائمة. 
يقول ملخص جائزة الكتاب لجائزة هيلمان لصحافة الكتاب لعام 2018 إن العمل قدم "دليلًا لا يقبل الجدل على أن القوانين والسياسات التي أقرتها الحكومات المحلية وحكومات الولايات والحكومات الفيدرالية هي التي عززت بالفعل الأنماط التمييزية التي لا تزال مستمرة حتى يومنا هذا". بعد تلخيص المواضيع، أشارت مؤسسة هيلمان إلى أن "دراسة روثستين التي لا تقدر بثمن تظهر أن إعادة تعلم هذا التاريخ هي خطوة ضرورية لأنها الأساس لفهم أن السياسات العدوانية تهدف إلى إلغاء التمييز العنصري في هذه المناطق الحضرية وتمهيد الطريق أخيرًا لـ الأمة لمعالجة ماضيها غير الدستوري". 

## معلومات النشر
نُشر الكتاب في نيويورك في مايو 2017 بواسطة شركة لايف رايت للنشر، وهي نسخة تابعة لشركة دبليو دبليو نورتون وشركاه. نُشر في الأصل في غلاف مقوى مع(ردمك 978-1-63149-285-3) وبتنسيق الكتاب الإلكتروني مع(ردمك 978-1-63149-286-0)، في حين أن الطبعة ذات الغلاف الورقي تحتوي على(ردمك 978-1-63149-453-6) نُشر بعد عام. بالإضافة إلى منشورات لايفرايت، أصدرت شركة الكتب المسجلة نسخة كتاب مسموع في أكتوبر 2017.
- روثستين، ريتشارد (2 مايو 2017). لون القانون: تاريخ منسي لكيفية فصل حكومتنا لأمريكا (ط. 1st). نيويورك. ISBN:978-1-63149-285-3. OCLC:959808903.{{استشهاد بكتاب}}:  صيانة الاستشهاد: مكان بدون ناشر (link) (hardcover)
- روثستين، ريتشارد (2 مايو 2017). لون القانون: تاريخ منسي لكيفية قيام حكومتنا بفصل أمريكا (ط. 1st). نيويورك. ISBN:978-1-63149-286-0. OCLC:985448400.{{استشهاد بكتاب}}:  صيانة الاستشهاد: مكان بدون ناشر (link) (eBook)
- روثستين، ريتشارد. (11 أكتوبر 2017)، لون القانون: تاريخ منسي لكيفية قيام حكومتنا بفصل أمريكا America، Grupper, Adam (Narrator) (ط. 1st)، Prince Frederick, MD: Recorded Books، ISBN:978-1-5019-7676-6، OCLC:1001028754 (CD)
- روثستين، ريتشارد (11 أكتوبر 2017)، لون القانون: تاريخ منسي لكيفية قيام حكومتنا بفصل أمريكا، Grupper, Adam (Narrator) (ط. 1st)، Prince Frederick, MD: Recorded Books، ISBN:978-1-5019-7773-2، OCLC:1000822541 (MP3)
- روثستين، ريتشارد (11 أكتوبر 2017)، لون القانون: تاريخ منسي لكيفية قيام حكومتنا بفصل أمريكا، Grupper, Adam (Narrator) (ط. 1st)، Prince Frederick, MD: Recorded Books، ISBN:978-1-5019-7687-2، OCLC:1129383092، مؤرشف من الأصل في 2022-05-02 (eAudio)
- روثستين، ريتشارد (1 مايو 2018). لون القانون: تاريخ منسي لكيفية قيام حكومتنا بفصل أمريكا (ط. 1st). نيويورك. ISBN:978-1-63149-453-6. OCLC:959808903.{{استشهاد بكتاب}}:  صيانة الاستشهاد: مكان بدون ناشر (link) (paperback)

## الروابط الخارجية
- الموقع الرسمي
- "Official website for audiobook". Recorded Books. مؤرشف من الأصل في 2020-11-16. اطلع عليه بتاريخ 2020-11-13.
- "The Color of Law : NPR". الإذاعة الوطنية العامة. اطلع عليه بتاريخ 2020-11-13.
- "The Color of Law: A Forgotten History of How Our Government Segregated America". Economic Policy Institute (بالإنجليزية الأمريكية). Retrieved 2020-11-19.
- "The Color of Law — Relevant Reading Book Discussion Guides". marmaladeandmustardseed.com (بالإنجليزية الأمريكية). Retrieved 2020-11-14.
- Bernstein, Jared (مايو 18, 2017). "Perspective – Interview: Richard Rothstein on his important, new book 'The Color of Law'". واشنطن بوست (بالإنجليزية الأمريكية). ISSN:0190-8286. Archived from the original on يوليو 15, 2020. Retrieved يوليو 13, 2020.